# بوب كريستيان (كرة سلة)
بوب كريستيان (بالإنجليزية: Bob Christian)‏ مواليد 11 مايو 1946، هو لاعب كرة سلة أمريكي سابق. بدأ مسيرته الاحترافية في سنة 1969. تم اختياره من قبل فريق أتلانتا هوكس خلال الدرافت. يبلغ طوله 6 قدم 10 بوصة (2.1 م). اعتزل اللعب في 1974. أحرز خلال مسيرته في الإن بي إيه 944 نقطة بمعدل 3.8 نقاط في المباراة الواحدة.

## المسيرة الاحترافية
لعب مع بروكلين نتس في سنة 1969، ثم لعب مع أتلانتا هوكس من سنة 1970 إلى 1973، ثم لعب مع فينيكس صنز في موسم 1973–1974.

## روابط خارجية
- بوب كريستيان على موقع إن بي أي (الإنجليزية)
- بوب كريستيان على موقع سبورتس رفرنس (الإنجليزية)
- بوب كريستيان على موقع ريلجم (الإنجليزية)
- بوب كريستيان على موقع بروبوليرز (الإنجليزية)